# Шумилин, Борис Николаевич
Борис Николаевич Шумилин (27 июня 1905, Москва — 1995, Москва) — советский инженер-строитель. Лауреат Сталинской премии (1950).

## Биография
Броис Шумилин родился 27 июня 1905 года в Москве. В 1928 году окончил МИИТ со званием инженера путей сообщения. После окончания института работал в конторах «Стройконструкция» ВСНХ СССР, «Гипрострой», «Гипроводтранс», «Азовводтранс». В 1935—1961 годах работал в конторе «Стальконструкция», позднее переименованной в институт «Проектстальконструкция», где занимал должности от старшего инженера до главного конструктора отдела. В 1935—1937 годах занимался установкой звёзд на башнях Московского Кремля. В 1938—1941 годах работал над аэродинамическими трубами ЦАГИ. Во время Великой Отечественной войны работал на заводах в Новосибирске и Челябинске. В 1944 году в должности главного инженера занимался восстановительными работами на заводах в Харькове.
В 1947—1948 годах занимался разработкой стальных каркасов здания МИД на Смоленской площади в Москве (Сталинская премия 1950 года). В 1948—1953 годах разрабатывал металлоконструкции каркасов гостиницы «Украина» в Москве и Дворца культуры и науки в Варшаве. В 1955—1961 годах в основном занимался объектами для чёрной металлургии. С 1961 года — главный инженер отдела ЦНИИЭП жилища. Был руководителем группы по проектированию сложных конструкций, в частности, участвовал в строительстве Волжского автомобильного завода в Тольятти. В 1971 году вступил в Союз архитекторов СССР. С 1981 года — главный специалист технического отдела по выпуску издания «Методические указания по проектированию эффективных конструкций фундаментов типовых крупнопанельных и кирпичных жилых зданий, строящихся в обычных условиях». В 1985 году вышел на пенсию.
Умер в 1995 году. Похоронен на Ваганьковском кладбище (участок 18).

## Награды и звания
- Сталинская премия третьей степени (1950)[1] — за разработку и освоение скоростных методов сооружения каркаса административного здания на Смоленской площади в Москве
- две премии Совета Министров СССР (1970, 1980)[1]
- премия Совета Министров УзССР[1]
- золотой Крест Заслуги (ПНР)[1]
- дипломы Союза архитекторов СССР[1]
- медали[1]